# St. Wenzel (Brůdek)

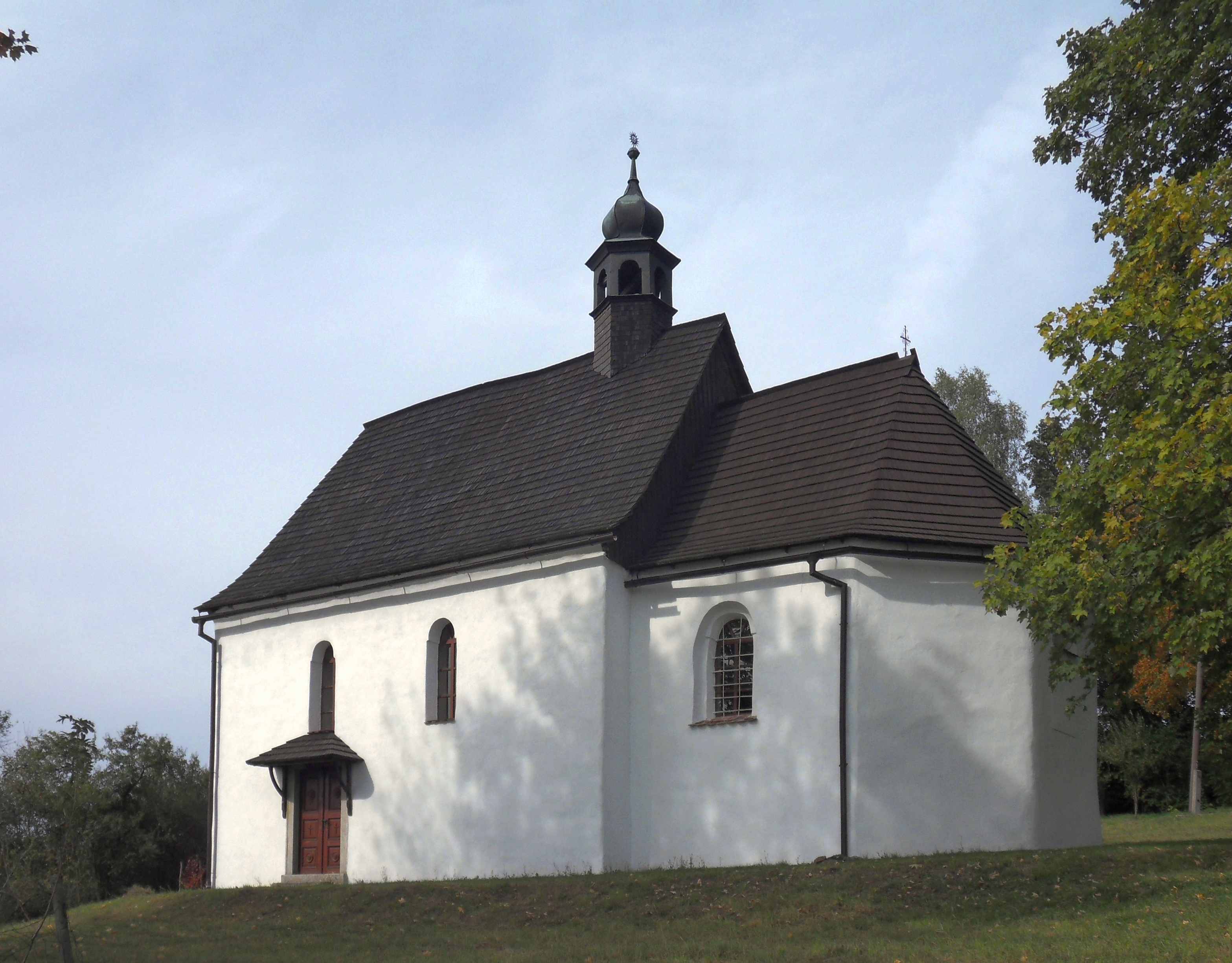
Kapelle St. Wenzel in Brůdek

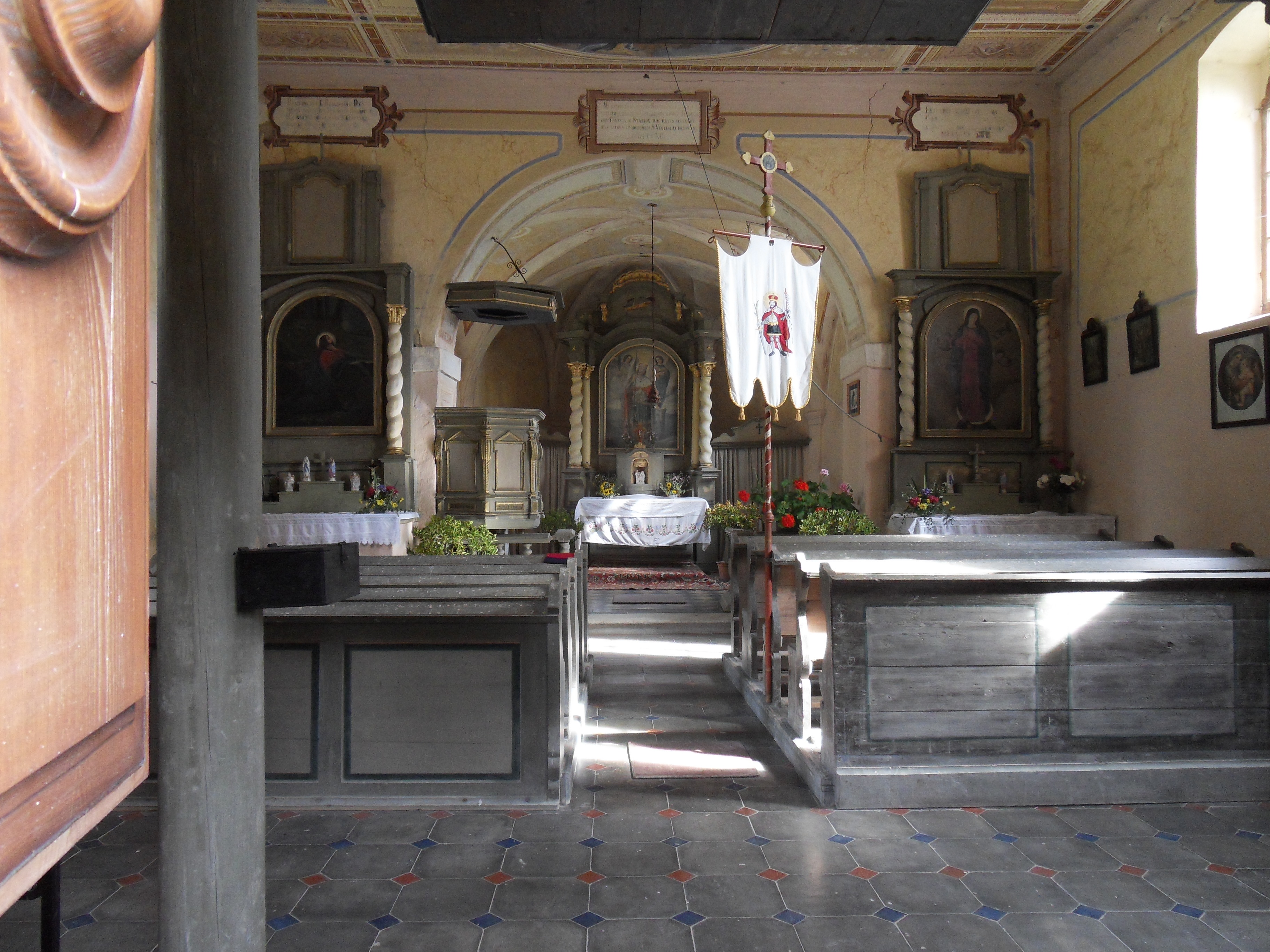
Innenansicht

Die Kapelle St. Wenzel in Brůdek (deutsch Fürthel), einem Ortsteil der Gemeinde Všeruby (deutsch Neumark) im Okres Domažlice der Pilsner Region, wurde im 17. Jahrhundert errichtet. Die dem heiligen Wenzel geweihte Kapelle, 200 Meter südwestlich des Ortes am Feldweg nach Studánky, ist ein geschütztes Kulturdenkmal.
Die Kapelle im Stil des Barocks besitzt ein Schiff und einen polygonalen Chor. Das Portal befindet sich an der Südseite. Auf dem Satteldach sitzt ein Dachreiter mit Laterne und Zwiebelhaube.